# 喜劇 駅前満貫
『喜劇 駅前満貫』（きげき えきまえまんがん）は、1967年1月14日に東宝系で公開された日本映画。カラー。シネマスコープ。東京映画。94分。

## 概要
『駅前』シリーズ第18作。本作では恵比寿駅（山手線）近辺の「満貫荘」という麻雀屋や商店街を舞台にした内容となる。
劇中では森繁久彌が夫婦に関する事を話すとき、「私は昔、『夫婦善哉』でして…」と楽屋落ち的な台詞を言ったかと思えば、前のプログラム『社長千一夜』に引き続き、フランキー堺が当時のヒット曲「君といつまでも」（加山雄三）の台詞「僕ァ、幸せだなァ…」を言うという、お遊び的な場面が存在する。
ゲストはかしまし娘と都はるみ。
なお、『喜劇 駅前女将』以来本シリーズの監督を務めた佐伯幸三は、本作をもってシリーズから離れ、翌1968年には病に倒れてそのまま引退、そして1972年12月に死去、本作が遺作となった。

## スタッフ
- 製作：佐藤一郎、金原文雄
- 脚本：藤本義一
- 監督：佐伯幸三
- 撮影：黒田徳三
- 音楽：松井八郎
- 美術：小島基司
- 照明：比留川大助
- 録音：原島大助
- スチル：大谷晟
- 編集：諏訪三千雄

## 出演者
- 森田徳之助：森繁久彌
- 坂井次郎：フランキー堺
- 伴野孫作：伴淳三郎
- 松木三平：三木のり平
- 山本久造：山茶花究
- 景子：淡島千景
- 染子：池内淳子
- 駒江：乙羽信子
- 鹿子：野川由美子
- 徳一：松山英太郎
- 桜井：北浦昭義
- 松田千代子：松尾嘉代
- バーのママ：横山道代
- バーのホステス：金子勝美
- 同上：かしまし娘
- 美人歌手：都はるみ

## 同時上映
『クレージーだよ天下無敵』
- 脚本：田波靖男／監督：坪島孝／主演：植木等、谷啓
- クレージー映画とのカップリングはこれが最後（坪島作品とのは唯一）。